# Catantopoides minutissimus
Catantopoides minutissimus är en insektsart som beskrevs av Johnsen 1990. Catantopoides minutissimus ingår i släktet Catantopoides och familjen gräshoppor. Inga underarter finns listade i Catalogue of Life.